# Нововасилевка (Казанковский район)
Нововасилевка (укр. Нововасилівка) — село в Казанковском районе Николаевской области Украины.
Население по переписи 2001 года составляло 101 человек. Телефонный код — 5164.

## Местный совет
56021, Николаевская обл., Казанковский р-н, с. Дмитровка, ул. 70-летия Октября, 109